# Hipervolemia
Hipervolemia, Pletora ou sobrecarga de líquidos (do latim hiper+volemia muito volume sanguíneo) é a condição médica na qual há muito fluido no sangue em circulação. A condição oposta é a hipovolemia, na qual há muito pouco fluido no sangue. 

## Causas
Excesso de ingestão de sódio e líquidos:
- Terapia intravenosa contendo sódio;
- Reação a uma transfusão de sangue rápida;
- Alta ingestão de sal, salgados e refrigerantes.

Retenção de sódio e água:
- Insuficiência cardíaca
- Cirrose hepática
- Síndrome nefrótica
- Terapia com corticosteroides
- Hiperaldosteronismo
- Baixa ingestão proteica

Deslocamento do fluido para o espaço intravascular:
- Remobilização de fluidos após tratamento de queimadura;
- Administração de fluidos hipertônicos como manitol ou solução salina hipertônica;

Administração de proteínas plasmáticas, como a albumina.